# Seamus
«Seamus» (с англ. — «Шеймус» — кличка собаки) — песня группы Pink Floyd из альбома 1971-го года Meddle. Представлена на первой стороне LP пятым по счёту треком. Авторами записанной в блюзовом стиле композиции являются все члены группы. Вокальная партия в «Seamus» исполняется Дэвидом Гилмором. В записи принимала участие собака, по кличке которой был назван данный блюз, собака принадлежала Стиву Мариотту (Steve Marriott), бывшему гитаристу группы The Small Faces, Гилмор привёл её в студию, пока хозяин был на гастролях. «Seamus» была также выпущена на сингле «One Of These Days / Seamus» в Японии в 1971 году.

## Mademoiselle Nobs
Помимо версии из альбома известно также исполнение «Seamus» без лирики в музыкальном фильме Адриана Мабена 1972 года «Pink Floyd: Концерт в Помпеях» («Pink Floyd: Live at Pompeii») под названием «Mademoiselle Nobs». В этой версии блюза Гилмор играл на губной гармонике, Роджер Уотерс — на электрогитаре, Ричард Райт держал собаку и подносил к ней микрофон. В записи участвовала собака породы русская борзая по кличке Nobs, принадлежавшая Жозефу Бульону (фр. Joseph Bouglione), владельцу одного из парижских цирков. Собаку привела в студию в предместье Парижа дочь Жозефа — Мадонна (Madonna Bouglione).

## Интересные факты
- Композиция «Seamus» звучит в начале и в финале фильма Тома Стоппарда 1990 года «Розенкранц и Гильденстерн мертвы» («Rosencrantz & Guildenstern Are Dead»).
- Комментарий к песне Дэвида Гилмора[4][9]:

Номер «Seamus» был забавен, правда не знаю, нужно ли было делать его как в альбоме, ведь это не так забавно для других, как для нас самих.
- Запись лая и воя собак Pink Floyd использовали также в композиции «Dogs» в альбоме Animals 1977 года.

## Участники записи
Meddle
- Дэвид Гилмор — акустическая гитара, губная гармоника, вокал
- Роджер Уотерс — бас-гитара;
- Ричард Райт — фортепиано
- пёс Шимус — завывание

Live at Pompeii
- Дэвид Гилмор — губная гармоника
- Роджер Уотерс — электрическая гитара, бас-гитара (при помощи наложения в студии)
- Нобс — завывание